# NGC 98

NGC 98

 إن جي سي 98 أو NGC 98 هي مجرة في كوكبة العنقاء اكتشفت في 6 سبتمبر 1834.

## روابط خارجية
- NGC 98 على موقع ويكي سكاي: DSS2, SDSS, GALEX, IRAS, Hydrogen α, X-Ray, Astrophoto, Sky Map, Articles and images